# Rafe Adler
Rafe Adler, é um personagem fictício da série de jogos eletrônicos, Uncharted, desenvolvidos pela Naughty Dog. Rafe é um ladrão e caçador de tesouros multimilionário, e antigo parceiro de Nathan e Samuel Drake. Ele foi mostrado ao público através da revista Game Informer em 2015. Apesar de seu histórico com os irmãos Drake, ele fez sua primeira e única aparição na última aventura de Nathan Drake, Uncharted 4: A Thief's End de 2016. Adler é interpretado e tem suas capturas de movimento feitas pelo ator protagonista de Shades of Blue, Warren Kole.
Originalmente Rafe era interpretado por Alan Tudyk, e seria parceiro de prisão de Sam Drake. Com a saída de Amy Hennig do estúdio Neil Druckmann e Bruce Straley assumiram na direção de Uncharted 4. Eles decidiram mudar o roteiro e isso desagradou e deu abertura para Alan sair do projeto. Com sua saída Warren Kole assumiu o papel de Rafe.

## Design do personagem

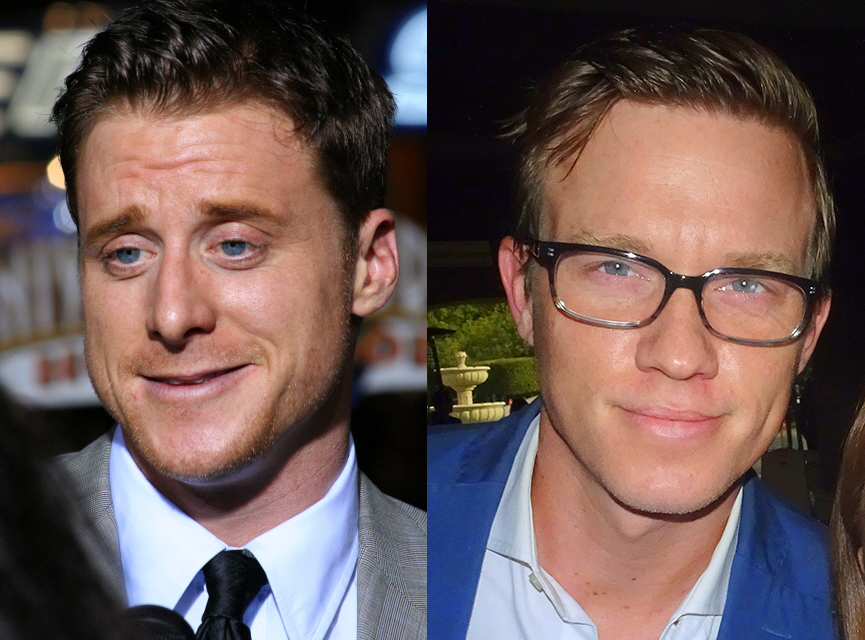
Da esquerda para a direita os dubladores Alan Tudyk e Warren Kole.

Primordialmente quando Uncharted 4: A Thief's End estava sob a direção de Amy Hennig, Rafe era parceiro de prisão de Samuel, descrito como um ladrão desagradável. Durante o decorrer da aventura Samuel e Nathan se reconciliariam e juntos lutariam contra Rafe que também seria o antagonista principal.
Devido às animosidades dentro do estúdio, Hennig abandonou a Naughty Dog e a direção do quarto título principal de Uncharted 4 foi passada para Neil Druckmann e Bruce Straley. No entanto os dois diretores exigiram controle total do projeto e descartaram boa parte do que havia sido feito por Hennig. Em uma entrevista Tudyk esclareceu que mudaram muito o roteiro, que isso havia anulado seu contrato e permitido dele sair do projeto já que a mudança não havia lhe agradado. Contudo anos depois ele deixou em aberto o real motivo de sua partida.
Eu gostei ... eles ... ummm ... eles demitiram ... ummm ... [solta um enorme suspiro] Eu saí, eu desisti! [Risos] Então, eu não gostei disso.Original (em inglês): I liked it... they... ummm... they fired... ummm... [lets out a massive sigh] I left, I quit! [laughs] So, I didn't like it," he said at the time.— Tudyk, Alan IGN (em inglês)
Conquanto ele achou ótimo ter partido e disse que fez grandes amizades com as pessoas que abandonaram o projeto e com Nolan North.
Nessa reformulação Warren Kole, que interpreta Robert Stahl no seriado televisivo, Shades of Blue foi escolhido para o papel de Adler. Ele disse que foi ótima a performance no mocap, e elogiou Druckmann e o estúdio por ter muito bom gosto e perícia.
Na mudança de roteiro e elenco, Rafe continuou sendo o antagonista principal, mas passou a fazer parceria com a mercenária Nadine Ross em busca da força de sua companhia militar, a qual está passando por dificuldades financeiras.

## Atributos

### Personalidade
Rafe Adler é herdeiro do império multimilionário de sua família. Criado desde cedo para tomar conta da herança, lidando com ladrões, contrabandistas e outros tipos de criminosos do mercado negro de antiguidade. Apesar de ser um homem de negócios, ele sempre dá um jeito de caçar tesouros para sua enorme coleção. Devido à sua enorme fortuna ele consegue facilmente o que quer. Mesmo assim ele adora estar na ação, sentir a adrenalina e "sujar suas mãos". Astucioso, temperamental e frio, Rafe pode ser bastante imprevisível quanto a seus atos. Apesar do temperamento explosivo, ele pode ser sociável contanto que não se entrometam em seus negócios. Porém pode ficar violento se ansioso ou alguém lhe apresentar algum tipo de ameaça à seus planos. Ironicamente mesmo usando de sua fortuna para conseguir o que deseja, ele se incomoda de tudo lhe ser entregue de mãos beijadas, assim desejando muito provar sua capacidade, e tendo muita inveja dos feitos de Nathan. Por outro lado Rafe chama seu ex-parceiro sempre por seu apelido, "Nate" e antes de tentar mata-lo em Libertalia lhe deu a chance de partir e ter uma vida comum quando se falaram na Baía do Rei dias antes. Ele também prova ser um exímio espadachim ao enfrentar Drake no final do quarto jogo.

### Aparência
Rafe é um homem bonito e atlético, olhos heterocromáticos no tom azul e avelã, e cabelo castanho-avermelhado com corte slicked back. Costumeiramente trajando alguma roupa de grife que vai desde uma calça cargo preta a um terno branco bastante chique, sempre usando um rolex de acessório.

## Aparições

### Série principal

#### Uncharted 4: A Thief's End
No jogo eletrônico de 2016, Uncharted 4: A Thief's End, Rafe é introduzido como um herdeiro de uma família multimilionária. Os ladrões Samuel e Nathan Drake estava há muito tempo em busca do tesouro do pirata Henry Avery. Por complicações financeiras e falta de influência, Samuel contata Rafe pedindo uma parceira. Eles precisavam adentrar um presídio panamenho no qual o pirata havia passado. Rafe então usa seu prestígio subornando Vargas, diretor do presídio, assim os três entram no presídio como se fossem detentos até obterem o que buscavam. Como planejado Nathan arruma encrenca com Gustavo, um chefe de gangue para ir para a solitária e depois ser encaminhado por Vargas até uma torre onde piratas de Avery teriam passado. Vargas no entanto pede uma parte do que Nathan encontrasse lá, relutante ele concorda mas pede para conversar com Rafe depois e segue para a torr encontrando apenas uma cruz oca com São Dimas. Ele volta da torre fingindo que não havia encontrado nada e se encontra com seu irmão e Rafe em um lugar isolado do presídio. Gustavo encurrala os ladrões com seus capangas em busca de vingança mas Vargas chega a tempo para impedir uma confusão maior e um dos soldados encontram a cruz com Nathan. Vargas imediatamente leva os três ladrões para sua sala ameaçando matar Nathan pela mentira, Rafe pede para ele abaixar a arma e tenta ponderar com ele. Vargas pede metade do tesouro e Rafe finge que concorda apunhalando Vargas ao cumprimentá-lo. Vargas tenta atirar mas Rafe segura sua mão fazendo o tiro ir para cima, o barulho alerta os guardas e o trio então tenta escapar do presídio. Rafe guia seus parceiros para um lugar específico mas Samuel acaba sendo alvejado pelos guardas. Transtornado, Nate fica sem reação e Adler tenta convencê-lo a fugir. Ele acaba fugindo do presídio junto a Rafe. A dupla continua trabalhando atrás da fortuna de Avery, mas Nathan ainda conturbado com a morte do irmão não consegue se concentrar e Rafe fica nervoso com a situação, levando Nate a desistir do trabalho. Porém Rafe nunca desistiu do tesouro e continuou procurando, treze anos se passaram e sem nenhuma ajuda, ele descobre que Sam ainda estava vivo e continuava na prisão. Rafe então paga a soltura e ambos continuam a busca. Samuel encontra uma pista de outra cruz e foge atrás do seu irmão lhe contando que um narcotraficante chamado Hector Alcázar era seu parceiro de cela o qual tinha ouvido sua história sobre a fortuna de Avery. Alcázar tinha tramado uma fuga e levado Sam consigo, contudo o Drake mais velho teria que encontrar o tesouro de Avery do contrário seria perseguido e morto. Nathan acredita na história e parte com seu irmão para a Itália onde uma outra cruz de São Dimas seria leiloada. Rafe há um tempo havia feito parceria com Nadine Ross, líder de uma companhia militar, ambos compareceram ao leilão para comprar a cruz. Lá dentro os dois encontram Victor Sullivan que estava trabalhando com os Drakes. Eles conversam com Sully e Rafe passa a desconfiar da presença dele no local fazendo uma cena e ameaçando o ladrão. Victor deixa a presença dos dois até começar o leilão. Sully começa a dar lances junto a Rafe, deixando o milionário irritado até que a luz do local é cortada e a cruz some. Rafe desconfia de Sully e o avista saindo do local e grita parar pararem o rival, mas os guardas do local não o ouve. Sem nenhuma pista aparente ele parte para a Escócia para continuar investigando um monastério que Avery havia comprado e supostamente passado seus últimos dias ali. Eles ficam sabendo que por algum motivo os Drakes também estão no lugar e tentam aniquilá-los enquanto exploram o local com mais afinco. No entanto Rafe e Nadine têm sua primeira discussão, Rafe tenta convencer a não explodir o local para ele conseguir examinar direito, mas Nadine se nega dizendo que perdeu tempo precioso no leilão, que eles podiam ter pego a cruz se ela tivesse entrado com seu exército, e que agora tinha concorrência. Rafe replica que não sabia que Nathan iria aparecer, mas Nadine treplica que talvez ele quisesse chamar a atenção de Nate por saber que Rafe precisa dele. Rafe fica calado porém indignado com a assunção de sua parceira. Nadine prossegue com seus homens e encontra com os Drakes em um hall escondido, no chão havia um mapa da Baía do Rei em Madagascar. A dupla de ladrões engana Nadine e seus homens os levando para uma armadilha então fugindo do local. Com a pista obtida, Rafe e Nadine vasculham a Baía do Rei e acabam encontrando novas pistas e seus soldados inúmeras vezes enfrentam os ladrões. Rafe por fim contrata hackers que interceptam os celulares de Sully e Sam, ele liga para Sully mas Nate quem atende o telefone. Rafe dá uma oportunidade para Nathan fugir mas ele se nega e Rafe diz que pegou as pistas que Nate havia acabado de mandar para Sam e o alerta que os telefones vêm com GPS. Rafe e Nadine seguem as pistas parando em uma ilha e acabam descobrindo Libertalia e com seu exército encurralando os Drakes. Sam rende Nadine quando Rafe chega com mais soldados, o Drake mais velho então aponta a arma para a cabeça da mercenária e exige que Rafe e seus homens recuem. Rafe fica incrédulo, diz que matar a sangue frio não é o estilo deles. Nadine fica preocupada e pede para Rafe obedecer, Nathan pede para seu irmão se acalmar e Sam vai ficando cada vez mais irritado e quando vai atirar Nathan puxa seu braço de uma vez fazendo ele errar o tiro. Nathan tenta ponderar com Rafe, dizendo que só eles podem ajudá-lo a encontrar o tesouro e que só querem uma pequena parte para comprar a liberdade dele, que Sam estava devendo para Alcázar. Rafe fica meio confuso e diz que ele quem soltou Sam, Nathan também fica confuso e então Rafe percebe que Samuel havia mentido para ele e conta toda a história.  Nathan fica indignado com seu irmão e enquanto Rafe ri da situação, Nadine irritada pede para que Rafe acabe logo com isso. Então Rafe diz que precisa só de um deles para encontrar o tesouro, assim escolhendo Samuel e atirando em Nathan. Mas o Drake mais velho pula na frente levando o tiro de raspão no braço e sem querer derrubando o mais novo do penhasco. Com Sam sobre sua custódia Rafe e Nadine prosseguem até a casa de Avery em New Devon e percorrem por um calabouço da mansão passando por várias armadilhas. Samuel então aproveita uma dessas armadilhas e escapa. Alguns soldados perseguem Samuel, seu irmão e amigos pela ilha enquanto ele continua na busca do tesouro. Chegando em uma caverna onde estava o navio de Avery com a maior parte do tesouro, Samuel reaparece e rouba um barco e vai rumo ao navio. Rafe fica revoltado e tenta levar Nadine consigo, mas ela diz para deixar o Drake em paz, que ela já tinha perdido muitos homens e que o tesouro que eles pegaram já bastava. Rafe debocha da parceira dizendo que é por isso que muitos de seus soldados a abandonaram, ela retruca dizendo que não vale a pena e que Sam merece o tesouro, até mesmo mais que Rafe. Ele se ofende esbofeteando Nadine e ela imediatamente retalha lhe socando o estômago quando é rendida por Orca e Knot. Rafe revela que havia comprado eles e chama Nadine para acompanhá-lo ao navio. Ela não vê outra alternativa e aceita. Dentro do navio eles encontram todo o resto do tesouro e Samuel, o primogênito Drake causa um alvoroço acionando um canhão e ateando fogo no navio. Orca foge, Knot morre no embate e Sam fica desmaiado embaixo de uma coluna de madeira. Nathan chega não se importando mais com o tesouro e tenta apenas ajudar seu irmão, mas Rafe nega e Nadine chega encurralando o ladrão. Rafe fica distraído e Nadine o rende deixando seu ex-parceiro trancado com os Drakes dentro do navio enquanto ele pega fogo. Nathan tenta soltar seu irmão e pede ajuda do milionário, mas ele nega ajuda e revoltado pega uma espada e começa atacar Nate. Uma feroz batalha de espadas se inicia e Rafe mesmo com sua destreza é surpreendido por Nathan , então finge uma rendição e o ataca se sorrateiramente. Desarmado e sem como se defender, Sam acorda e joga a espada de volta para Nathan. Rafe ataca ferozmente o rival até que a espada dele se quebra, pensando que vai dar o ultimato, Nate corta uma corda com o toco de espada que lhe restava e uma rede enorme cheia de tesouros cai por cima do milionário o matando.

## Recepção
A estréia de Rafe foi em uma boa parte bem recebida, com alguns achando que ele poderia ter sido melhor aproveitado, enquanto outros resenhistas discordaram dizendo que ele é memorável e até que Rafe chega a ser o melhor vilão da série. Ivy do site francês, Hike, disse Rafe é clichê, mas bonito, se encaixando bem no cenário. Marco Fazzini do site italiano Gamesource referiu a Adler como digno de nota. Thomas Freund da alemã Netzel ficou decepcionado com os antagonistas de Uncharted 4 e que pareciam que só estavam lá porque precisavam ter antagonistas. Para Mike Diver da Vice, a introdução de Rafe foi elétrica mas ficava para trás na presença de Nadine, mas para Adam Beck da Hardcoregamer ele fica pra trás junto com sua parceira. Por outro lado, Steve Tilley da Shoreline Beacon declarou que ele é mal sem ser cartunesco e que é um de seus favoritos.. David Martinez da GameSkinny explanou que ele é carismático, interessante e que se sobressaiu mais no quarto jogo do que sua parceira, que não era um típico antagonista com planos malignos, mas um aventureiro assim como Nathan e com desejo de se tornar uma "lenda" como mesmo. Seu sarcasmo, charme, inteligência e até jocosidades o intrigara porque são alguns trejeitos que Nathan também possui. E enquanto a maioria das batalhas contra os vilões eram de correr e atirar, lutar contra Rafe era mais desafiador e você tinha que prestar atenção nos movimentos dele. Porém o italiano Marco Ravetto da Videogame.it divergiu dizendo que ele é desprovido de talento como caçador de tesouro e que não é nada atraente.

### Comparação com outros personagens
O resenhista da Netzel além de não ter ficado agradado com o personagem ele o comparou com Zoran Lazarević, dizendo que Rafe não tem o mesmo calibre dele.

### Comparação com pessoas reais
Rachael Conrad da The Nerd League disse que Rafe parece com Jake Gyllenhaal, especialmente no filme Prisoners, o cabelo slicked back, a bolsa nos olhos e a jugular e personalidade impiedosa com o trabalho de Warren Kole tornam o personagem formidável. Steven Burns da Videogamer também salientou a coincidência com o ator de Prisoners.